# 司馬純之
司馬純之（4世纪—412年），东晋宗室，彭城元王司马植玄孙，彭城康王司马释曾孙，彭城王司马纮之孙，高密恭王司馬俊之子。
太和六年（371年）十月高密王司馬俊去世，司馬純之袭封高密王（治今山东省高密市西南四十里前田庄）。司馬純之历任临川内史、司农少府卿、太宰右长史。太元九年（384年）七月戊戌，晋孝武帝遣兼司空、高密王司马纯之修谒洛阳五陵。义熙八年（412年）八月辛亥，高密王司马纯之去世，谥号敬。子司马恢之继承高密王。谯王司马文深无后，以高密王司馬純之子司馬法蓮继为谯王。
| 前任： 司馬俊 | 晋朝高密王 372年－412年 | 繼任： 司馬恢之 |